# 市中心駅

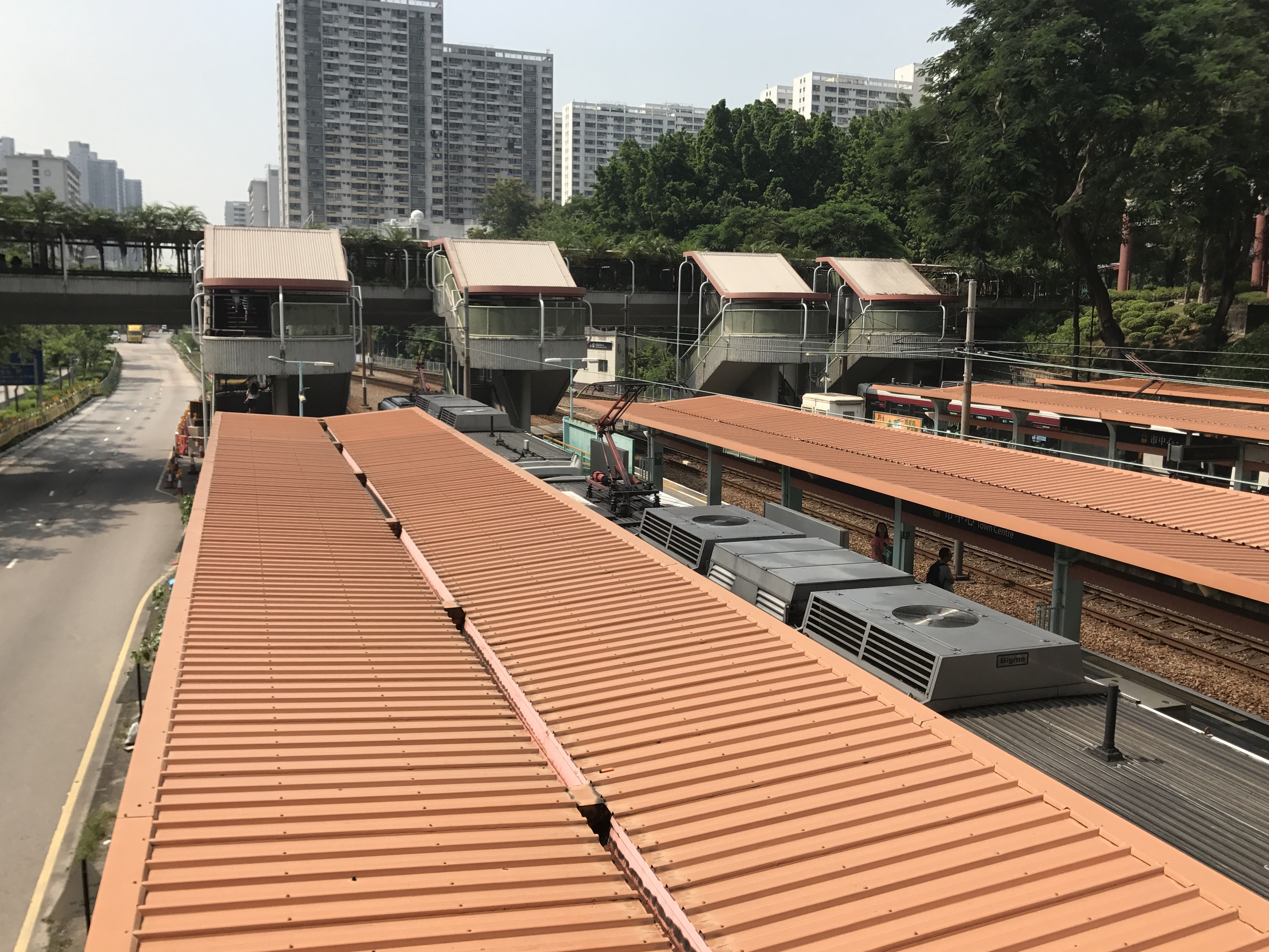
歩道橋から望むホームの屋根

市中心駅（しちゅうしんえき）は、香港新界屯門区にある軽鉄の駅である。駅番号は280、第2料金エリアに位置する。4つのホームを有する。

## 駅構造
| -  | 歩道橋                           | 各ホーム、屯門公園、屯門大会堂及バスターミナルをつなぐ |
| 1F | 出口                             | 軽鉄サービスセンター、屯門公園                         |
| 1F | 月台                             |                                                        |
| 1F | 兆康方面 \| 田景方面             |                                                        |
| 1F | 月台                             |                                                        |
| 1F | 元朗方面 \| 兆康方面 \| 天逸方面 |                                                        |
| 1F | 三聖方面 \| 友愛方面             |                                                        |
| 1F | 月台                             |                                                        |
| 1F | 屯門碼頭方面                     |                                                        |
| 1F | 月台                             |                                                        |
| 1F | 出口                             | 屯門郷事会路                                           |

### のりば
屯門市中心に位置するため、軽鉄で唯一2つホーム以上を有する途中駅である。軽鉄サービスセンターも本駅に設置している。

### 駅周辺
- 屯門大会堂
- 屯門公園
- 屯門裁判所
- 屯門政府合同庁舎
- 屯門公共図書館
- 屯門市中心バスターミナル

## 隣の駅
香港鉄路
■軽鉄
505系統
安定駅 (270) - 市中心駅(280) - 屯門駅 (290)
507系統
安定駅 (270) - 市中心駅(280) - 屯門駅 (290)
614系統
安定駅 (270) - 市中心駅(280) - 杯渡駅 (300)
614P系統
安定駅 (270) - 市中心駅(280) - 杯渡駅 (300)
751系統
友愛駅 (275) - 安定駅 (270、天逸方面のみ) - 市中心駅(280) - 屯門駅 (290)